# Cotinga pompadour
La cotinga pompadour (Xipholena punicea) és un ocell de la família dels cotíngids (Cotingidae).

## Hàbitat i distribució
Habita els boscos de les terres baixes de l'est de Colòmbia, sud-oest, est i sud de Veneçuela, Guaiana, est de l'Equador, i nord del Brasil amazònic.